# Hans Podlipnik-Castillo
Hans Podlipnik-Castillo (Santiago del Cile, 9 gennaio 1988) è un ex tennista cileno.

## Statistiche

### Doppio

#### Vittorie (1)
| Legenda doppio            |
| Grande Slam (0)           |
| ATP World Tour Finals (0) |
| ATP Masters 1000 (0)      |
| ATP World Tour 500 (0)    |
| ATP World Tour 250 (1)    |

| Numero | Data             | Torneo              | Superficie  | Compagno      | Avversari in Finale             | Punteggio   |
| 1.     | 10 febbraio 2018 | Ecuador Open, Quito | Terra rossa | Nicolás Jarry | Austin Krajicek Jackson Withrow | 7–6(6), 6-3 |

#### Finali perse (1)
| Legenda doppio            |
| Grande Slam (0)           |
| ATP World Tour Finals (0) |
| ATP Masters 1000 (0)      |
| ATP World Tour 500 (0)    |
| ATP World Tour 250 (1)    |

| Numero | Data          | Torneo                   | Superficie  | Compagno          | Avversari in Finale          | Punteggio         |
| 1.     | 5 agosto 2017 | Generali Open, Kitzbühel | Terra rossa | Andrėj Vasileŭski | Pablo Cuevas Guillermo Durán | 4-6, 6-4, [10-12] |